# Brodie McGhie Willcox
Brodie McGhie Willcox (* 20. November 1784 in Ostende, Westflandern; † 6. November 1862 in Roydon Lodge, Ware, Hertfordshire) war ein Abgeordneter der englischen Liberal Party und Mitbegründer sowie erster Geschäftsführer der späteren Peninsular and Oriental Steam Navigation Company (P&O), einer der seinerzeit größten Reedereien des Vereinigten Königreiches und der Welt.

## Werdegang
Nachdem Brodie Willcox sich als Schiffsmakler etabliert hatte, stellte er Arthur Anderson erst als Sekretär und dann als Partner zu einem Unternehmen für Schifffahrts-Verbindungen zur Iberischen Halbinsel ein.
1837 gründete Willcox mit Anderson die Peninsular Steam Navigation Company, die nach Übernahme des Ostasien- und Australien-Dienstes ab 1852 als Peninsular and Oriental Steam Navigation Company (P&O) firmierte. Willcox war erster Geschäftsführer dieses Unternehmens, das ab den 1860er Jahren die größte Dampfschiffflotte der Welt hatte.
1847 wurde Brodie Willcox nach den allgemeinen Wahlen Abgeordneter der Liberal Party für Southampton und blieb dies für den Rest seines Lebens.
Bei einem Unfall starb Willcox in Roydon 1862. Er wurde im Highgate Cemetery begraben.

## Familiäres
Brodie McGhie war mit Sophia Ann Vandergucht (1783–1876) verheiratet und hatte einen Sohn, Brodie Augustus Willcox (1815–1901), und vier Töchter: Sophia Ann Willcox (* 1813), Maria Elizabeth Willcox (* 1816), Rose Maria Manning Willcox (* 1818) und Ellen Willcox (* 1820).